# مات غيتز
ماثيو لويس غيتز الثاني  (ولد 7 مايو 1982) هو سياسي أميركي ومحامٍ يشتغل بوصفه نائب عن المقاطعة النيابية الأولى التابعة لولاية فلوريدا منذ العام 2017، حتى استقالته في نوفمبر 2024، عندما أعلن الرئيس المنتخب دونالد ترامب عن ترشيح غيتز لمنصب المدعي العام للولايات المتحدة. شملت دائرته كل من مقاطعات إسكامبيا وأوكالوسا وسانتا روزا وأجزاء من مقاطعة والتون. وهو عضو في الحزب الجمهوري ويصف نفسه بأنه شعبوي ليبرالي شعبوي، ويُنظر إليه على نطاق واسع على أنه مؤيد لسياسات اليمين المتطرف وحليف لترامب.
نشأ غايتز في فورت والتون بيتش بولاية فلوريدا وهو ابن السياسي البارز في فلوريدا دون غايتز وحفيد السياسي جيري غايتز من ولاية داكوتا الشمالية، وقد نشأ في فورت والتون بيتش بولاية فلوريدا. بعد تخرجه من كلية ويليام وماري للحقوق في ويليامزبرغ بولاية فيرجينيا، عمل لفترة وجيزة في الممارسة الخاصة قبل أن يترشح لمنصب ممثل الولاية. خدم في مجلس النواب في فلوريدا من عام 2010 حتى عام 2016، وحظي باهتمام وطني لدفاعه عن "قانون الوقوف على الأرض" في فلوريدا. في عام 2016، تم انتخابه لعضوية مجلس النواب الأمريكي، وأعيد انتخابه في 2018 و2020 و2022 و2024.
كانت فترة ولاية غايتس كعضو في الكونغرس مثيرة للجدل. ففي عام 2020، اتُهم بالاتجار الجنسي بالأطفال واغتصاب الأطفال. وبعد إجراء تحقيق، قررت وزارة العدل الأمريكية عدم توجيه اتهامات ضده. قبل استقالته من منصبه، خضع غايتس أيضًا لتحقيق أخلاقي من قبل لجنة الأخلاقيات في مجلس النواب بشأن مزاعم الاعتداء الجنسي على القاصرين، وتعاطي المخدرات غير القانونية، ومشاركة صور ومقاطع فيديو غير لائقة في مجلس النواب، وإساءة استخدام سجلات الهوية الخاصة بالولاية، وتحويل أموال الحملة الانتخابية للاستخدام الشخصي، وقبول هدايا غير مسموح بها. وقد نفى غايتس جميع هذه الادعاءات. في أكتوبر 2023، قدم غايتس طلبًا لإخلاء منصب رئيس مجلس النواب الأمريكي، مما أدى إلى إقالة كيفن مكارثي من منصبه كرئيس لمجلس النواب الأمريكي. كانت تصرفات غايتس في قيادة الاقتراح جزءًا من توترات أوسع داخل الحزب الجمهوري، حيث انتقد العديد من الأعضاء قيادة مكارثي وتعامله مع مختلف المسائل التشريعية.
في 13 نوفمبر 2024، أعلن الرئيس المنتخب ترامب أنه سيرشح غايتس لمنصب المدعي العام للولايات المتحدة. استقال غايتس من مجلس النواب بعد فترة وجيزة من الإعلان. وأدى ترشيحه إلى مفاجأة وانزعاج واستقبال سلبي من بعض الجمهوريين في مجلس الشيوخ.